# Chrysoperla comans
Chrysoperla comans är en insektsart som först beskrevs av Bo Tjeder 1966.  Chrysoperla comans ingår i släktet Chrysoperla och familjen guldögonsländor. Inga underarter finns listade i Catalogue of Life.